# イカダモ
イカダモ（Scenedesmus）は淡水に棲む緑藻の一種である。複数の細胞が一列に連なった定数群体を形成しており、その形状をいかだに見立ててこの名が付けられた。水田や池、沼などに広く見られるほか、土壌にも生息する。群体はクンショウモほど大型ではないが、運動性が無く観察しやすいことから教材としても用いられる。
2000年にイカダモ属は改編されており、「イカダモ」と呼ばれている種の大半は既にイカダモ属ではない。特に、群体の両端の細胞が弓なりの棘を持つ典型的な形状の種はデスモデスムス属（Desmodesmus）へ移された。従って2008年現在、「イカダモ」の名はこれらの属に含まれる種の総称となっている。

## 群体
複数の細胞が定数群体を形成する。細胞数は 2n（n=0-5）であり、4-8細胞の群体が良く見られる。n=0、つまり群体を形成しない単細胞の個体も稀に出現する。4群体の全長は普通数十μm。イカダモ属では細胞が一列ないしは交互に二列並んだ群体を作る。デスモデスムス属の群体は細胞が直列に配列し、群体の両端の細胞は時に発達した棘を持つ。細胞が二列になることは稀である。
いずれの属も細胞は細胞壁で接着し、互いの位置は変化しない。また、細胞外多糖を分泌して群体全体が寒天質に包まれる（パルメラ状群体、パルメロイド）ことがある。群体を構成する細胞は鞭毛を持たず、運動性はない。

## 細胞構造
イカダモ属の細胞は楕円形から餃子型、弓形である。細胞壁はクンショウモと同様に二層性で、内側はセルロース繊維、外側はスポロポレニン（脂質とフェノールの誘導体からなる強靭な樹脂。花粉の外壁の主成分）性である。デスモデスムス属も細胞壁の構造は同じであるが、群体形状の違いにより個々の細胞形状が微妙に異なる。また、デスモデスムス属は細胞壁の表面に様々な形状の凹凸を持つ。この構造は光学顕微鏡では見えず、観察には走査型電子顕微鏡が必要である。
両属とも細胞核は通常1つ、成熟した個体では多核である。細胞内には葉緑体を1つ持ち、細胞膜に沿うように配置されている。含まれる光合成色素はクロロフィル a/b である。葉緑体内にはピレノイドがあり、その周縁には一般的な緑藻と同様にα1-4グルカンが蓄積されており、明瞭なデンプン鞘を形成している。

## 生殖
生殖過程はイカダモ属とデスモデスムス属で共通であり、いずれも無性生殖と有性生殖の両方が知られる。無性生殖時には各細胞が細胞壁内で細胞分裂を行い、娘細胞を生じる。この娘細胞群が親細胞から離れて配列し、新たな群体を形成する。有性生殖の際には配偶子が形成され、同形配偶子接合を行う。ただし詳細な過程は分かっていない。

## 分類
前述の通り、イカダモの分類体系は2000年に大きく変更された。元々「デスモデスムス」（Desmodesmus）は1926年にイカダモ属の亜属として設立されたものであったが、2000年の Hedgewald らの論文によって別属として分離された。同時に、それまでイカダモ属（Scenedesmus）であった種の大部分がデスモデスムス属に移された。両者は分子系統解析および細胞や群体の形態に基づいて分類されているが、イカダモのなかまは属内変異や種内変異が大きく、形状のみを頼りに同定する事は難しい。またイカダモ属のうち、細胞が大きく湾曲した弓形の種（S. acumunatus など）は、さらにアクトデスムス属（Acutodesmus）として別属に分類される場合もある。

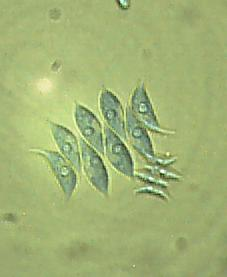
Scenedesmus acuminatus

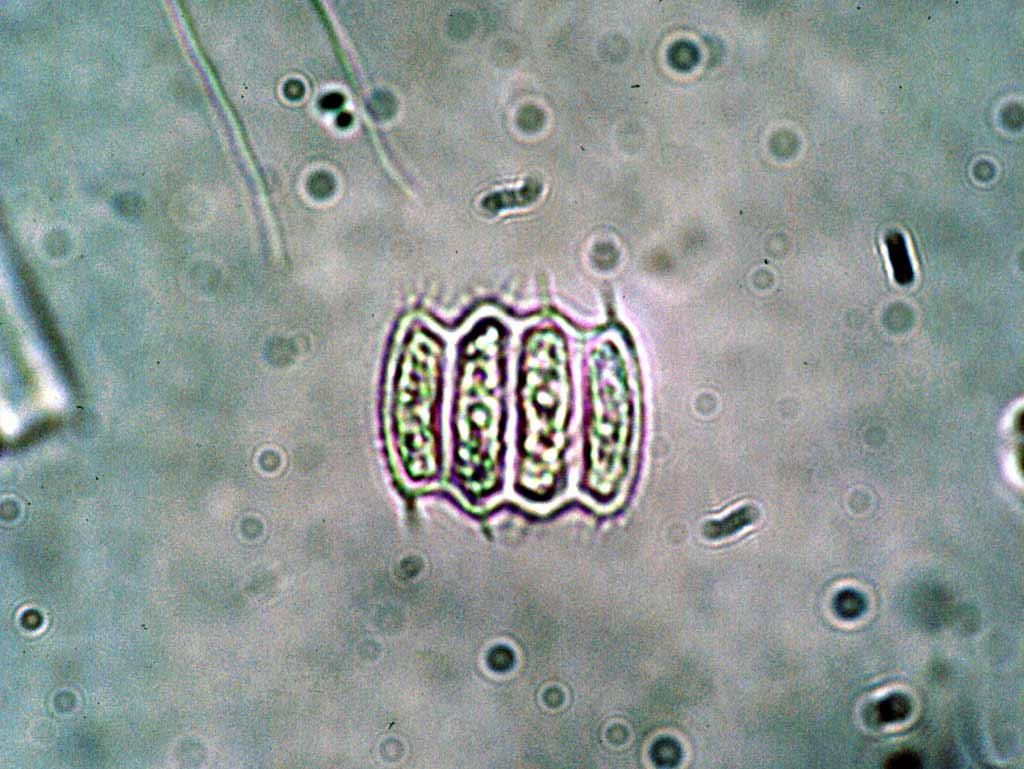
Desmodesmus brasiliensis

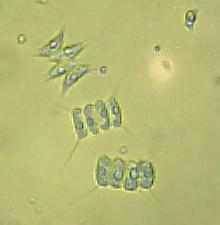
上：Scenedesmus sp.
中・下：Desmodesmus quadricanda

主なセネデスムス属 Scenedesmus
- S. acumunatus
- S. dimorphus
- S. disciformis
- S. ovaltermus

主なデスモデスムス属 Desmodesmus
- D. armatus
- D. arthrodesmiformis
- D. asymmetricus
- D. bicellularis
- D. brasiliensis
- D. communis
- D. cuneatus
- D. denticulatus
- D. fennicus
- D. hystrix
- D. komarekii
- D. lefevrei
- D. maximus
- D. multivariabilis
- D. opoliensis
- D. pannonicus
- D. perforatus
- D. pirkollei
- D. pleiomorphus
- D. quadricauda
- D. serratus
- D. subspicatus
- D. tropicus

## その他
化学物質の審査及び製造等の規制に関する法律の第4条第1項の規定に基づく新規化学物質の審査では生物への影響調査が要求されているが、これに関する経済協力開発機構（OECD）のガイドラインにおいて、イカダモの一種である Desmodesmus subspicatus の使用が許可されている。一般にイカダモは培養が容易で増殖速度が大きいことから、水中の過剰な栄養塩の除去や、養殖淡水魚の餌としても利用されている。